# Austria en los Juegos Olímpicos de Sankt Moritz 1928
Austria estuvo representada en los Juegos Olímpicos de Sankt Moritz 1928 por un total de 39 deportistas que compitieron en 8 deportes.  

## Medallistas
El equipo olímpico austríaco obtuvo las siguientes medallas:
| Nombre                       | Deporte            | Competición  |
| ---------------------------- | ------------------ | ------------ |
| Oro                          |                    |              |
| —                            |                    |              |
| Plata                        |                    |              |
| Willy Böckl                  | Patinaje artístico | Individual M |
| Fritzi Burger                | Patinaje artístico | Individual F |
| Lilly Scholz Otto Kaiser     | Patinaje artístico | Parejas      |
| Bronce                       |                    |              |
| Melitta Brunner Ludwig Wrede | Patinaje artístico | Parejas      |